# Ectropis ochrifasciata
Ectropis ochrifasciata là một loài bướm đêm trong họ Geometridae.